# Biatora cuprea
Biatora cuprea (Sommerf.) Fr. es una especie de liquen crustáceo de aspecto granular de la familia Ramalinaceae que vive principalmente en la superficie del suelo (terriculoso). Esta especie presenta un color amarillo pardo a blanco en su superficie, marrón, blancuzco o amarillo terroso en el epitecio y marrón a rosado en el hipotecio. Por lo general Biatora cuprea no presenta soredios en su superficie; la reproducción tiene lugar solo por parte del micobionte mediante ascosporas elípticas no septadas o uni a triseptadas de entre 10 y 20 micras de diámetro generadas en conidios baciliformes a fusiformes. En esta especie aparecen como metabolitos secundarios de la simbiosis la considerada como sustancia liquénica argopsina.

## Sinonimia
- Lecidea cuprea Sommerf. Basónimo.
- Pyrrhospora cuprea (Sommerf.) M. Choisy.